# Церква Михаїла і Федора (Чернігів)
Церква Михаїла і Федора — єдиний в Україні храм, освячений на честь князя Чернігівського Михайла і його боярина Федора. Належить до Православної церкви України.

## Легенда
Історія має далеко не повні дані про життя святого Михаїла, ще менше - про його боярина Федора. З історичних джерел відомий їх мученицький подвиг. Чернігівський князь Михайло Всеволодович та його боярин Федор відмовилися виконати умови Батия щодо принизливого ритуалу поклоніння вогню та монгольським ідолам. Обоє за непокору були жорстоко закатовані й страчені. Їх мощі поховали в головному чернігівському храмі — Спасо-Преображенському соборі. Невдовзі православною церквою князь Михайло і боярин Федір були канонізовані. На жаль, у 1572 році мощі святих мучеників перенесено в Москву, де вони знаходяться і донині.
У давнину в цей день люди старались утриматися від сніданку перед проходом до церкви. А вже після богослужіння пригощали членів родини освяченими яблуками. Розрізали фрукт на скибки, мочали в мед і їли. Вважали, що така трапеза дасть здоров’я на увесь майбутній рік. Готуючись до цього дня господині печуть пироги та готують вареники з яблуками. Також варять узвар і компот. Варто зазначити, що в народі на Спаса передбачали погоду. Якщо день сонячний та безхмарний – осінь буде сухою. Якщо дощовий – мокрою. Ясний день віщує морозну і заметільну зиму.
Не оминуло це свято прихожан храму святих мучеників Михаїла князя Чернігівського і боярина його Федора. Після святкової служби під колокольний дзвін святі отці окропили всі кошики з врожаєм та мирян, які нескінченною чередою йшли до храму, вітаючи  зі святом та бажаючи щастя, здоров’я і мирного синього неба

## Історія
Будівництво храму розпочалося у 1801 році поруч з будинком наказного гетьмана Павла Полуботка. Але, у зв'язку із фінансовою скрутою, спорудження церкви завершилося лише у 1806 році. Освячення храму Михайла і Федора відбулося у 1808 році. Відтоді церква кілька разів перебудовувалася і відповідно змінювала свій вигляд. Спочатку вона була споруджена у стилі класицизму з елементами бароко. У другій половині XIX ст. внаслідок реконструкції церква набула візантійського зовнішнього вигляду. У радянський період храм був зачинений. Будівлю повернуто церкві наприкінці ХХ ст. У 2008 р. ніжинський майстер О. Кошель створив для храму новий іконостас у золотаво-білих кольорах.
На території храму похований єпископ Никон (Калембер) (керуючий Чернігівською єпархією  з 25 січня 1999 р. по 18 вересня 2002 р.).
Історія церкви залишається маловивченою. В історіографії це питання спеціально дослідниками не розглядалося, натомість науковці побіжно зверталися до нього в контексті вивчення інших сюжетів. Зокрема, згадки про церкву містяться у публікаціях з історії Духовної семінарії , при якій вона функціонувала, а також під час розгляду питання культу Чернігівських святих. Л. Ясновська, В. Сапон  та С. Павленко , реконструюючи історію патрональних святих Чернігова, торкнулися й питання церкви святих мучеників Михайла і Федора, вказавши на час побудови та принагідно торкнулися її перебудов у подальшому. У загальних рисах матеріали про церкву відображено у виданнях, присвячених історії Чернігова чи історії його храмів . Окрім того, інформація стосовно церкви доби незалежності відтворена в усних свідченнях настоятеля храму о. Олега. Відтак, представлені у наукових студіях відомості щодо церкви загальні та поверхові.

## Території
Церква Михайла і Федора знаходиться на території колишньої садиби чернігівського полковника Павла Полуботка, на правому березі річки Стрижень – Застриженні – районі, який на початку ХІХ ст. вважався окраїною міста (нині вул. Гетьмана Полуботка). Резиденція Полуботків свого часу складалася з двоповерхового кам’яного житлового будинку, дерев’яних житлових споруд, господарських приміщень та саду . У 1776 р., за сприяння архієпископа Феофіла Ігнатовича, маєток і решта приміщень садибного комплексу було передано Чернігівській духовній семінарії – новоутвореному після реорганізації Чернігівського колегіуму навчальному закладу.

## Кошти
Частину коштів передбачалося витратити на побудову церкви безпосередньо на території Духовної семінарії. Необхідність у семінарському храмі постала у зв’язку з тим, що учні, більшість з яких у майбутньому мала стати священнослужителями, повинні були систематично відвідувати церкву, переймаючи досвід, брати участь у церковних дійствах й обрядах, а також самостійно втілювати теоретичні знання на практиці. Втім, коштів, виділених на будівництво церкви, виявилося замало. Для збору грошей на будівництво храму проводилася агітаційна робота серед місцевого населення, в першу чергу серед забезпечених городян, з метою отримання пожертвувань. Зокрема, у 1802 р. на побудову церкви одним з благодійників було пожертвувано 300 руб. Кошти акумулювалися також за рахунок грошей, зібраних від надходжень від штрафних санкцій. Їх сплачували учні за несвоєчасне повернення з канікул на навчання.  Сума штрафу не була сталою та варіювалася в залежності від тривалості запізнення. Напередодні чергових канікул, учні підписували з навчальним закладом угоду, в якій було визначено суму штрафу.  Загалом на побудову церкви у такий спосіб було отримано близько 100 руб. Після того, як були зібрані необхідні кошти для закладення церкви, у 1801 р. розпочалося її будівництво.
Напередодні чергових канікул, учні підписували з навчальним закладом угоду, в якій було визначено суму штрафу. В одній з таких угод за червень 1802 р. зазначалося: «мы нижеследующие даем от себя добровольно в Черниговское семинарское правление обязательство такое: если который из нас отпущенный будучи от 20 или 25 июня на вакацию пропустит неявкою своею в семинарию 5 сентября, повинен для новостроющей семинарской церкви внести 2 руб., а кто отпущен в конце июня – начале июня пропустит 10 сентября, повинен внести 3 руб., а не явившийся к 20 сентября – 5 руб., после 20 сентября – 10 руб.» 
До червня 1802 р. фінансові асигнування на спорудження церкви, хоча й в незначних обсягах, однак систематично надходили, що дало можливість здійснювати її будівництво. Надалі цей проект фінансувався з перебоями, що призвело до ускладнень з оплатою вартості будівельних матеріалів, а відтак – і до сповільнення зведення храму. З огляду на це, виплати за придбані матеріали почали здійснюватися частинами. Зокрема, за будівельні матеріали, що були отримані практично одночасно, купцю Малахову за цеглу заплатили 12 березня 1803 р. (138 руб.), а купцю Грибу – тільки за півроку (43 руб.) . Через брак коштів і матеріалів, будівництво церкви з 20 травня 1803 р. було призупинено . На цей часу церква була збудована на висоту, що досягала нижніх вікон. Спорудження семінарської церкви було відновлене вже за наступника В. Садковського – єпископа Чернігова, архімандрита Михайла Десницького, який очолив єпархію у Чернігові на початку 1804 р. [13]

## Розташування
Церква розташовувалася на південь від семінарських корпусів [15]. Натоді вона мало була схожа на храм, радше нагадуючи «барский незатейлевый дом того времени с мезонином» . Від пересічного міського будинку ХІХ ст. її вирізняла лише наявність на даху хреста. Семінарська церква була кам’яною, вона займала не все приміщення, а лише центральну та східну частини першого поверху. У західній частині першого поверху та мезоніні була влаштована бібліотека. До того як бібліотеку розмістили на другому поверсі церкви, вона знаходилася у Вознесенській церкві, неподалік від новозбудованого храму/
На початку ХІХ ст. семінарський храм було побудовано у стилі класицизму з деякими елементами бароко (спареними плоскими напівколонами з капітелями на фасадах). Він не мав куполу і був дещо нижчий за висотою від нинішнього. У плані церква являла собою витягнуту по поздовжній осі споруду. Із заходу до неї примикав притвор із тамбуром, зі сходу – вівтар із прямокутною апсидою. Всередині церкви знаходився великий квадратний об’єм, перекритий арками . На середину ХІХ ст. церква святих мучеників Михайла та Федора являла собою кам’яний, двостовпний, одноапсидний, двоповерховий храм зі складною просторово-планувальною структурою . Нижня частина фасаду аж до п’яток аркових перемичок віконних і дверних отворів була оброблена рустом. На рівні п’яток перемичок рустована ділянка стін завершувалася невеликим поясом, що охоплював весь периметр будівлі. Віконні та дверні отвори першого поверху були перекриті арковими перемичками, прикрашені тягами, над якими знаходилися фронтоновидні сандрики з кронштейнами. Стіни завершувалися карнизом, який зберігав свій профіль і при перетині стін центральної частини будівлі, що мала другий поверх. Площини другого поверху стін були прорізані невеликими віконними отворами, завершуючись фронтонами з профільованими тягами по периметру . Композиція вирішення стін нагадувала Петропавлівську церкву Єлецького монастиря, на що вказували такі ж двоярусні вікна: нижні – півциркульні, верхні – круглі . Крім того, в центральній частині будівля була прикрашена невеликим ліхтарем з гірляндами, на якому було прикріплено «яблуко» та хрест, а на фронтонах східного та західного фасадів – аналогічні елементи менших розмірів.
Вхід до церкви знаходився з північного боку, але вів не безпосередньо до церкви, а через невеликий притвор в західну частину будівлі храму. Цей же вхід дозволяв потрапити до приміщення бібліотеки. На другий поверх будівлі вели східці, що знаходилися в південно-західному кутку приміщення. Там, у кімнатах другого поверху, над центральним церковним залом, також розміщувалася бібліотека.

## Учні
У зв’язку із значним зростанням чисельності учнів за кілька десятків років існування будівля церкви стала затісною для всіх вихованців семінарії. Проблема ускладнювалася ще й тим, що значна частина храму (частково перший поверх та мезонін) використовувалася під бібліотеку. Відтак, місця для проведення богослужінь було замало, тому, частина семінаристів змушена була відвідувати інші храми. Ще в 1830 р. було порушено питання про винесення з храму бібліотечних фондів [25]. Взнаки також давався і незадовільний .У зв’язку із значним зростанням чисельності учнів за кілька десятків років існування будівля церкви стала затісною для всіх вихованців семінарії. Проблема ускладнювалася ще й тим, що значна частина храму (частково перший поверх та мезонін) використовувалася під бібліотеку. Відтак, місця для проведення богослужінь було замало, тому, частина семінаристів змушена була відвідувати інші храми. Ще в 1830 р. було порушено питання про винесення з храму бібліотечних фондів [25]. Взнаки також давався і незадовільний.

## Реконструкція
Хоча реконструкція, перебудова та ремонтні роботи тривали впродовж 1864–1866 років, усе ж більшість із запланованого було зроблено в 1866 р. Реконструкція торкнулася як зовнішнього вигляду храму, так і його внутрішнього оформлення. Бібліотека, яка розміщувалася у храмі, була перенесена до корпусу Правління семінарії. Семінарський храм було потиньковано з розділенням східної та західної його частин за планом. Фасади церкви були визначені пілястрами та ліпними вставками. Було перероблено два притвори семінарської церкви, аби уникнути наскрізного вітру, викликаного існуючим плануванням церкви, а також зроблено окремий, більш зручний вхід до вівтаря. Внутрішнє убранство храму забезпечувалося живописом та іконостасом. На середину ХІХ ст. його стан був незадовільний.
Перед проведенням реконструкції церкви було оголошено конкурс серед архітекторів на розробку проектів видозміни приміщень семінарського комплексу. В результаті були представлені проектні пропозиції архітекторів, які стосувалися і семінарської церкви . При розмаїтті пропозицій спільним для всіх авторів було намагання ліквідувати другий поверх храму, повністю очистити центральну частину від міжповерхового перекриття, переробивши верх завершення стін та перекривши середній об’єм світлового барабану . Перебудова церкви не була здійснена за єдиним планом. У кінцевому варіанті поєднувалися архітектурні ідеї, запозичені з різних проектів. Зокрема, відповідно до проектного варіанту Д. Арошина храм було перебудовано у неовізантійському стилі . В остаточному варіанті,який був утілений в життя, зміни торкнулися лише верхньої частини стін, елементів, що знаходилися під карнизом. Було вирішено відмовитися від декоративних вставок, що знаходилися у надвіконному просторі, замінивши їх невеликими монетами і протягнувши на рівні спарених капітелів невеликий горизонтальний пояс, підкресливши монументальність увінчаного карнизу, і в сукупності з горизонтально витягнутими дзеркалами в простінках між капітелями, створивши широкий штаблемент, що завершував площини стін храму . Відтак семінарська церква складалася з основного об’єму – безстовпного четверика, що завершувався главою на восьмигранному барабані, та прилягаючими до нього притвором і апсидою, що були вирішені аналогічно.

## Участі архієпископа
Феофіла Ігнатовича в 1784 р. на території семінарського комплексу для вихованців семінарії було відкрито церкву Різдва Христового . З поступовим збільшенням кількості учнів, церква виявилася затісною. Відтак, постало питання про будівництво нової, більш просторої церкви. План будівництва церкви Михайла й Федора був затверджений Преосвященним В. Садковським. Будівництво церкви розпочалося в 1801 р. одночасно з перебудовою колишньої садиби П. Полуботка, потреба у якій була викликана зношеністю будівель і тим, що навчальний процес здійснювався у непристосованих приміщеннях для навчання. Для реалізації проекту, який полягав у переоблаштуванні маєтку та закладенні фундаменту семінарської церкви, за клопотанням Преосвященного В. Садковського Священним Синодом того ж року було асигновано 6 тис. руб.

## Архімандрит
М. Десницький досить багато зробив для Духовної семінарії і церкви зокрема. Преосвященний М. Десницький брав активну участь у зборі грошей для добудови семінарського храму, його внутрішнього та зовнішнього оформлення і декорування. Завдяки старанням М. Десницького, кошти від продажу будинку архієпископа (375 руб.) були передані саме на спорудження церкви, а не священикам, які його будували – як планувалося за його попередника. Він не лише клопотався про пошук фінансових ресурсів, але й сам неодноразово виступав у ролі мецената – через довірених осіб надсилав кошти на побудову церкви до Правління семінарії. Впродовж 1804 р. асигнування на будівництво в сумі 600 руб. було здійснено через чотирьох осіб: 22 липня через скарбника ієромонаха Йосифа – 100 руб., 2 серпня через економа ігумена Амвросія – 100 руб., у жовтні через ієромонаха Платона – 100 руб. та через А. Чермного – 300 руб. Загалом, впродовж 1804–1806 років від М. Десницького було прийнято 10760 руб. Хоча на церкву йшла лише частина коштів, все ж фінансова допомога, здійснена Преосвященним М. Десницьким, була вагомою й уможливила продовження будівництва церкви . Спорудження семінарського храму було завершено в 1806 р. За два роки відбулося його освячення.

## Ремонтні роботи
розпочалися у липні 1903 р. за безпосередньої підтримки Преосвященного Антонія та тривали впродовж чотирьох місяців. З настанням холодів на початку листопада 1903 р., за рішенням інженера Д. Афанасьєва, будівельного комітету та ректора семінарії, роботи були призупинені. Ремонт у церкві проходив за участі купця Гінзбурга. Серед іншого він мав зламати пошкоджений дах і восьмерик, дерев’яні склепіння з дерев’яними арками, замінивши їх на кам’яні, а також збільшити висоту внутрішніх і зовнішніх стін на 1 аршин. Вартість його послуг склала 9100 руб. . Крім того, над зовнішніми стінами церкви мали бути зроблені кокошники (по три з кожного боку). Окрім перебудови храму, від Священного Синоду було отримано дозвіл на встановлення в ньому вентиляції, а також водяного опалення, однак із розрахунком автономного для кожної будівлі регулювання рівня тепла. Роботи було розпочато в листопаді 1902 р. і здійснено робітниками фірми інженера І. Аркушевського. На час ремонтних робіт у храмі було призупинено проведення богослужінь, вихованці семінарії тимчасово почали ходити на церковні служби до Борисоглібського монастиря .

## Складається
На даний час церква складається з храму вірних та притвору. У церкві є хрещальня. Ліворуч від входу до хрещальні на стіні знаходиться малюнок і розпис, виконаний Д. Попружним. На стіні – зображення св. Трійці та прописаний текст молитви символ віри, а внизу рамка, зроблена настоятелем церкви о. Олегом. У храмі служать, окрім настоятеля, ще два священика. Постійного хору в церкві немає. Однак, під час свят, парафіяни мають можливість почути церковний спів, який виконують учні місцевого музичного училища. 
Таким чином, церква святих мучеників Михайла та Федора була збудована як семінарська, ввійшовши до складу архітектурного ансамблю Духовної семінарії. Попри це, її відвідували і пересічні городяни. Храм неодноразово перебудовувався, змінюючи свій зовнішній вигляд та внутрішньо-планувальну структуру в ХІХ – на початку ХХ ст., що в більшій мірі стало можливим завдяки активній участі архієреїв, а також фінансовій підтримці інших благодійників. За радянського часу церква практично не функціонувала. Богослужіння у ній були відновленні вже після проголошення незалежності України і сьогодні храм продовжує своє існування, приймаючи віруючих та залишаючись однією зі святинь Чернігова.

## Галерея

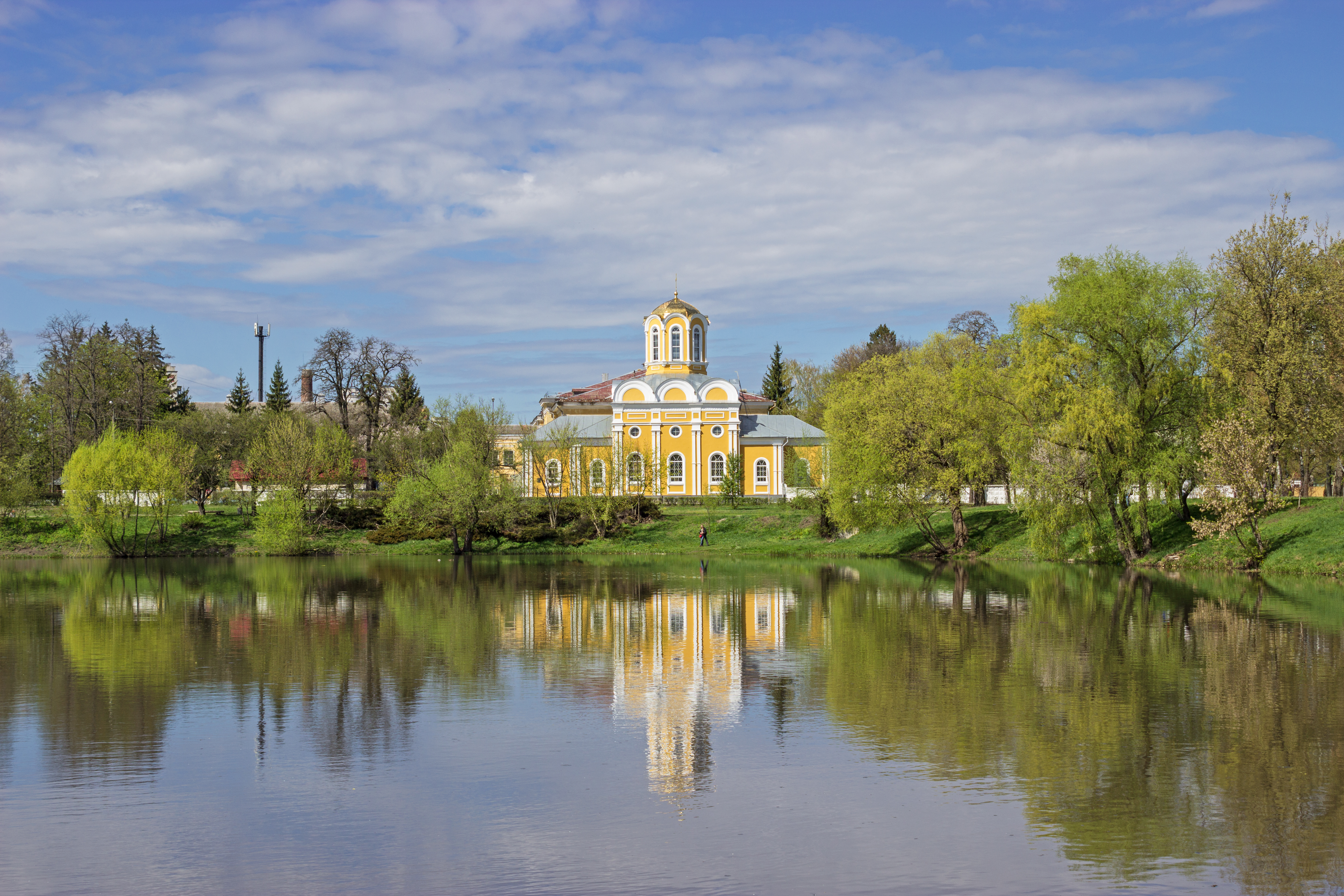
Весна 2016